# Lindy (Vorname)
Lindy, auch Lindi, ist ein weiblicher und männlicher Vorname.

## Verbreitung
Der Mädchenname ist im deutschsprachigen Raum selten anzutreffen. In Deutschland wurde er in den letzten 10 Jahren etwa 20 Mal vergeben. In der Schweiz tragen 15 Personen diesen Namen (Stand 2023).
Der Name wird in Frankreich seit den 1980er Jahren fast jedes Jahr bei der Namenswahl berücksichtigt, jedoch nur in einem geringen Volumen. Von 1930 bis 2023 wurde er circa 380 Mal gewählt. In den Niederlanden wird der Name seit den frühen 1950er Jahren regelmäßig vergeben. Der Name ist aber nur mäßig beliebt. Er tauchte seit 2008 nur in den Jahren 2010, 2014 und 2015 in den Top-500 der Vornamenscharts auf.
Lindy ist in Dänemark ein geläufiger Mädchenname, dahingegen wird er in Norwegen und Schweden nur sehr selten vergeben. Die Vergabe ist auch in Belgien, England, Nordirland und Schottland nachgewiesen.
In den USA kommt Lindy seit 1930 alljährlich in der Namensgebung vor. Der Name war in den 1950er Jahren und Ende der 1970er Jahre zwischenzeitlich in den Top-1000 der Hitlisten anzutreffen. Von 1930 bis 2023 wurde der Name rund 8.600 Mal vergeben. In Kanada taucht er seit 1980 regelmäßig in den Hitlisten auf, der Vorname wird aber nicht häufig vergeben.

## Namensträgerinnen
Form Lindy
- Lindy Boggs (1916–2013), US-amerikanische Politikerin (Demokratische Partei)
- Lindy Booth (* 1979), kanadische Schauspielerin
- Lindy Cochran (* 1953), US-amerikanische Skirennläuferin
- Lindy Hemming (* 1948), walisische Kostümbildnerin
- Lindy Huppertsberg (* 1956), deutsche Jazzmusikerin
- Lindy Layton (* 1970), britische Sängerin

Form Lindi
- Lindi Kálnoky (* 1935), österreichische Ärztin und Politikerin (ÖVP)

## Namensträger
- Lindy Remigino (1931–2018), US-amerikanischer Leichtathlet
- Lindy Ruff (* 1960), kanadischer Eishockeyspieler und -trainer